# CASA CN-235
Il CASA CN-235 è un bimotore a turboelica da trasporto tattico prodotto in collaborazione dalla spagnola CASA e dalla indonesiana Indonesian Aerospace (IAe).
Le sue ottime caratteristiche ne fanno uno degli aerei da trasporto tattico più utilizzati al mondo.

## Versioni
- CN235-10: prima versione realizzata. 15 esemplari costruiti dalle due compagnie e dotato di 2 turboeliche General Electric CT7-7A.
- CN235-100/110: come la serie 10 ma dotato di 2 turboeliche General Electric CT7-9C dalle gondole in materiali compositi e di miglioramenti nell'avionica. Dal 1988, con il trentunesimo esemplare prodotto, ha sostituito precedente serie 10.
  - CN235-100: realizzata dalla CASA
  - CN235-110: realizzata dalla Indonesian Aerospace (IAe)
- CN235-200/220: versione migliorata, caratterizzata da un rinforzo strutturale allo scopo di incrementare la quantità di carico, una migliore aerodinamica delle ali e timone al fine di aumentare ulteriormente l'autonomia a massimo carico.
  - CN235-200: realizzata dalla CASA
  - CN235-220: realizzata dalla Indonesian Aerospace (IAe)
- CN235-300: versione modificata della serie 200 realizzata dalla CASA adottando un pacchetto di aggiornamento dell'avionica realizzato dalla Honeywell. Miglioramenti riguardano anche pressurizzazione e predisposizione all'utilizzo di carrelli a ruote binate.
- CN235-330 Phoenix: versione modificata della serie 200 realizzata dalla IPTN con aggiornamento dell'avionica Honeywell, sistema ARL-2002 EW per la guerra elettronica e peso massimo al decollo portato a 16.800 kg. fu realizzata per concorrere al bando Project Air 5190 della Royal Australian Air Force per la fornitura di un trasporto tattico, programma sospeso nel 1988 per problemi finanziari.
- CN-235 MPA Persuader: versione da pattugliamento marittimo.
- Con la denominazione di HC-144A è stato U.S. Coast Guard per il loro programma di sorveglianza marittima a medio raggio (Medium Range Surveillance Maritime Patrol Aircraft o MRSMPA). Il primo HC-144A è stato consegnato nel dicembre 2006 dalla EADS CASA alla Lockheed-Martin per l'installazione del pacchetto di missione.

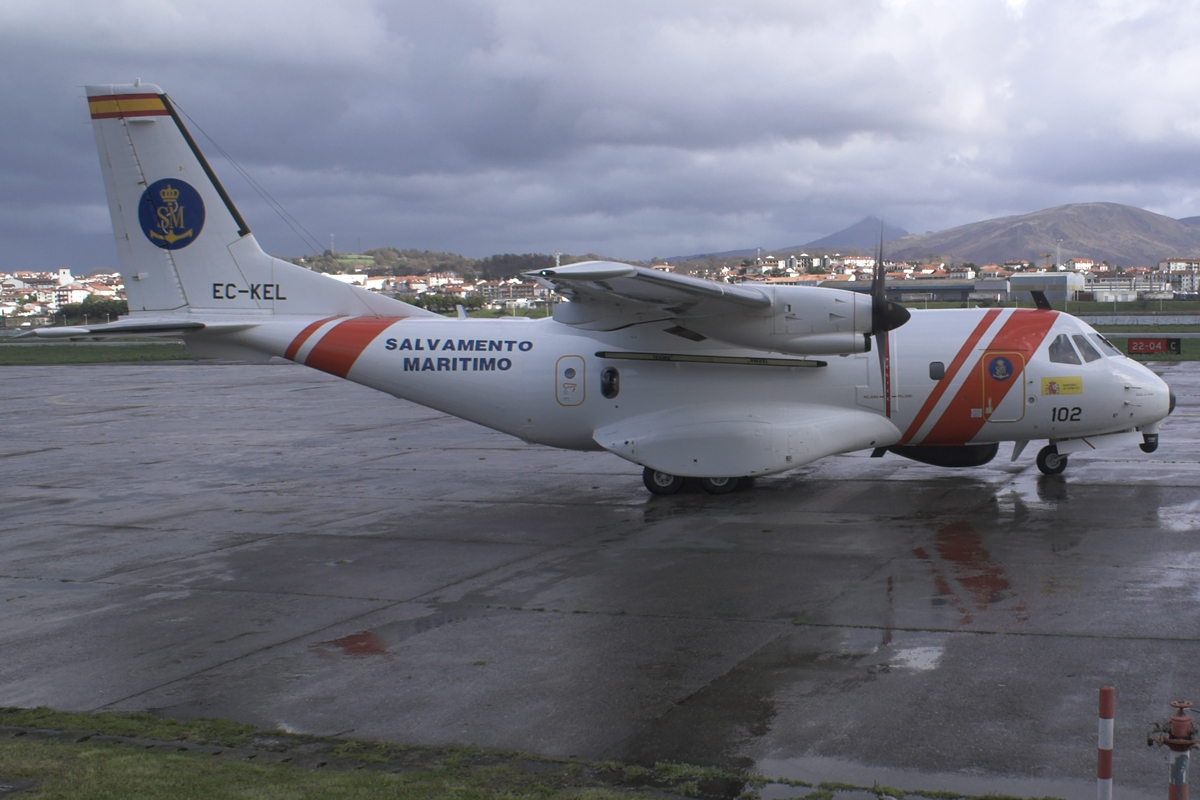
CASA CN-235-300 MPA Sociedad de Salvamento y Seguridad Marítima

## Ordini e consegne
| Nazione             | Forza aerea | Ordini                                                                  | Consegne | Operativi                                                                     |
| ------------------- | --- | ----------------------------------------------------------------------- | -------- | ----------------------------------------------------------------------------- |
| Arabia Saudita      | Al-Quwwat al-Jawwiyya al-Sa'udiyya                                                                                          | 4                                                                       | 4        | 0                                                                             |
| Botswana            | Botswana Defence Force Air Wing                                                                                             | 2                                                                       | 2        | 1                                                                             |
| Brunei              | Tentera Udara Diraja Brunei                                                                                                 | 4                                                                       | 4        | 4                                                                             |
| Burkina Faso        | Force Aérienne de Burkina Faso                                                                                              | 1                                                                       | 1        | 1                                                                             |
| Camerun             | Armée de l'Air du Cameroun                                                                                                  | 1                                                                       | 1        | 1                                                                             |
| Cile                | Comando de Aviación del Ejército de Chile                                                                                   | 4                                                                       | 4        | 3                                                                             |
| Colombia            | Fuerza Aérea Colombiana | 3                                                                       | 3        | 3                                                                             |
| Rep. del Congo      | Armée de l'Air du Congo | 1                                                                       | 1        | 1                                                                             |
| Corea del Sud       | Daehan Minguk Gonggun | 18                                                                      | 18       | 18                                                                            |
| Costa d'Avorio      | Force Aérienne de la Côte d'Ivoire                                                                                          | 2 CN-235-220 sono stati ordinati alla PTDI indonesiana a novembre 2018. | 0        | 0                                                                             |
| Ecuador             | Ejército EcuatorianoArmada del Ecuador                                                                                      | 2                                                                       | 2        | 2                                                                             |
| Emirati Arabi Uniti | Al-Quwwāt al-Jawiyya al-Imārātiyya                                                                                          | 7                                                                       | 7        | Ritirati nel 2019.                                                            |
| Filippine           | Hukbong Himpapawid ng Pilipinas                                                                                             | 1                                                                       | 1        | 0                                                                             |
| Francia             | Armée de l'air | 28                                                                      | 28       | 27                                                                            |
| Gabon               | Armée de l'air gabonaise | 1 CN-235-200M                                                           | 1        | 1                                                                             |
| Giordania           | Al-Quwwat al-Jawwiyya al-malikiyya al-Urdunniyya                                                                            | 0                                                                       | 0        | 2                                                                             |
| Indonesia           | Tentara Nasional Indonesia Angkatan Laut Tentara Nasional Indonesia Angkatan UdaraTentara Nasional Indonesia Angkatan Darat | 383                                                                     | 380      | 130                                                                           |
| Irlanda             | Aer Chór na hÉireann | 2 CN-235 MPA ordinati nel 1994.                                         | 2        | 2                                                                             |
| Malaysia            | Tentera Udara Diraja Malaysia                                                                                               | 8                                                                       | 8        | 7 Un esemplare della versione da trasporto è precipitato il 26 febbraio 2016. |
| Marocco             | Forces royales air | 7                                                                       | 7        | 6                                                                             |
| Mauritania          | Force aérienne de la République Islamique de Mauritanie                                                                     | 2                                                                       | 2        | 2                                                                             |
| Messico             | Armada de México Policía Federal (PF)                                                                                       | 7                                                                       | 7        | 8                                                                             |
| Mozambico           | Força Aérea de Moçambique                                                                                                   | 1                                                                       | 1        | 1                                                                             |
| Nepal               | Servizio aereo dell'esercito nepalese                                                                                       | 2 CN-235-220 ordinati, il primo nel 2017, ed il secondo nel 2018.       | 2        | 1                                                                             |
| Nigeria             | Nigerian Air Force | 4                                                                       | 0        | 0                                                                             |
| Oman                | Royal Oman Police | 2                                                                       | 2        | 2                                                                             |
| Pakistan            | Pakistani Fida'iyye | 4 entrati in servizio nel 2004.                                         | 4        | 4                                                                             |
| Panama              | Fuerza Pública de la República de Panamá                                                                                    | 1                                                                       | 1        | 0                                                                             |
| Papua Nuova Guinea  | Papua New Guinea Defence Force                                                                                              | 2                                                                       | 2        | 1                                                                             |
| Senegal             | Armée de l'air du Sénégal                                                                                                   | 5                                                                       | 4        | 3                                                                             |
| Spagna              | Ejército del Aire Guardia Civil Sociedad de Salvamento y Seguridad Marítima                                                 | 34                                                                      | 34       | 23                                                                            |
| Tanzania            | Jeshi la Anga la Wananchi wa Tanzania                                                                                       | 1                                                                       | 1        | 1                                                                             |
| Thailandia          | Kongthap Akat Thai Reale polizia thailandese                                                                                | 4                                                                       | 4        | 3                                                                             |
| Turchia             | Türk Deniz Kuvvetleri Türk Hava Kuvvetleri Türk Sahil Güvenlik                                                              | 61                                                                      | 61       | 58                                                                            |
| Stati Uniti         | United States Air ForceUnited States Coast Guard                                                                            | 1018                                                                    | 1018     | 618                                                                           |
| Sudafrica           | Suid-Afrikaanse Lugmag | 1                                                                       | 1        | 1                                                                             |
| Yemen               | Al-Quwwat al-Jawwiyya al-Yamaniyya                                                                                          | 1                                                                       | 1        | 0                                                                             |
| Totale              | | 295                                                                     | 285      | 227                                                                           |